# Кавалеры ордена Святого Георгия IV класса Ю
Кавалеры ордена Святого Георгия IV класса на букву «Ю» 
Список составлен по алфавиту персоналий. Приводятся фамилия, имя, отчество; звание на момент награждения; номер по списку Григоровича — Степанова (в скобках номер по списку Судравского); дата награждения. Лица, чьи имена точно идентифицировать не удалось, не викифицируются. Курсивом выделены кавалеры, получившие орден за службу в частях Восточного фронта Русской армии и Северной армии во время Гражданской войны.
- Юденич, Михаил Семёнович; генерал-майор; 17 декабря 1916
- Юденич, Николай Николаевич; генерал от инфантерии; 13 января 1915
- Юдин, Андрей Дмитриевич; полковник; № 8619; 26 ноября 1851
- Юдин, Иван Трофимович; майор; № 4034; 27 января 1827
- Юдин, Трофим Юдич; капитан; № 2740; 4 ноября 1813
- Юдин, Яков Иванович; хорунжий; 15 марта 1917 (посмертно)
- Южаков, Антон; полковник; № 3397; 15 февраля 1819
- Южаков, Николай Антонович; полковник; № 9058; 26 ноября 1853
- Юзбаши, Константин; бригадир; № 326; 26 ноября 1781
- Юзефович, Дмитрий Михайлович; подполковник; № 1803 (789); 9 сентября 1807
- Юзефович, Павел Львович; полковник; № 3176; 26 ноября 1816
- Юзефович, Степан Яковлевич; ротмистр; № 4900; 25 декабря 1833
- Юзефович, Яков Давыдович; генерал-майор; 1 марта 1916
- Юленгаль, Густав Егорович; лейтенант; № 1678; 5 февраля 1806
- Юматов, Николай Иванович; капитан; № 1063 (548); 15 сентября 1794
- Юмашев, Евфим Иванович; майор; № 5306; 1 декабря 1835
- Юнг, Александр Иванович; капитан-лейтенант; 19 декабря 1877
- Юнг, Андрей; штабс-капитан; № 1385; 26 ноября 1802
- Юнглинг, Иван Фёдорович; майор; № 6810; 3 декабря 1842
- Юнеев, Девай Давидович; поручик; № 7711; 1 января 1847
- Юний, Михаил Павлович; поручик; № 10099; 18 декабря 1857
- Юницкий, Митрофан Иванович; полковник; 26 января 1917
- Юнкер, Александр Логинович; генерал-майор; № 5684; 1 декабря 1838
- Юнкер, Андрей Логинович; капитан 2-го ранга; № 7119; 4 декабря 1843
- Юнковиус, Александр; подпоручик; 1 сентября 1915 (посмертно)
- Юноша, Алексей Петрович; подполковник; 13 января 1915
- Юра, Иван Николаевич; подполковник; № 6290; 11 декабря 1840
- Юрага, Казимир Осипович; ротмистр; № 7512; 12 января 1846
- Юрасов, Александр Дмитриевич; капитан; 9 июня 1917 (посмертно)
- Юрасов, Георгий Дмитриевич; штабс-капитан; 12 января 1917
- Юрасов, Ефрем Дмитриевич; подполковник; 7 февраля 1917
- Юрасов, Леонид Валерианович; подполковник; 26 августа 1916 (посмертно)
- Юрасов, Максим Яковлевич; генерал-майор; № 1585; 26 ноября 1804
- Юргенев, Александр Андреевич; майор; № 6577; 5 декабря 1841
- Юргенев, Пётр; майор; № 3226; 26 ноября 1816
- Юргенц, Давыд Николаевич; капитан; № 4 (4); 12 марта 1770
- Юргенсон, Егор; подполковник; № 5181; 1 декабря 1835
- Юревич, Яков Петрович; подполковник; 11 апреля 1917 (посмертно)
- Юренев, Семён Павлович; майор; № 5829; 1 декабря 1838
- Юриков, Никита Антонович; штабс-капитан; 11 августа 1917
- Юрин, Павел Семёнович; подполковник; 13 ноября 1916
- Юрке, Рудольф Адамович; подпоручик; 29 мая 1915
- Юркевич, Пётр Никифорович; майор; № 5469; 6 декабря 1836
- Юрков, Егор Константинович; капитан; № 7106; 4 декабря 1843
- Юрковский, Анастасий Антонович; премьер-майор; № 837 (450); 28 июня 1791
- Юрковский, Василий Анастасьевич; подполковник; № 4580; 16 декабря 1831
- Юрковский, Евгений Корнилович; полковник; 19 апреля 1878
- Юрковский, Иван Матвеевич; подполковник; № 9406; 26 ноября 1854
- Юрковский, Николай Фёдорович; лейтенант; № 4158; 18 августа 1828
- Юрлов, Анфиноген Васильевич; капитан; № 1284; 26 ноября 1795
- Юрлов, Иван Иванович; полковник; № 2100; 26 ноября 1809
- Юрлов, Степан Фёдорович[1]; майор; № № 7074; 4 декабря 1843
- Юрханов, Сергей Петрович; подпоручик; 25 сентября 1917 (посмертно)
- Юрченко, Дмитрий Петрович; подпоручик; 4 марта 1917
- Юрченко, Ефим Степанович; поручик; 7 июля 1917
- Юрьев, Владимир Петрович; полковник; 29 мая 1915
- Юрьев, Георгий Николаевич; полковник; 24 января 1919
- Юрьев, Иван Петрович; полковник; № 7162; 17 декабря 1844
- Юрьев, Константин Александрович; подпоручик; 1 июня 1915 (посмертно)
- Юрьев, Михаил Васильевич; капитан; 13 января 1915 (посмертно)
- Юрьев, Михаил Михайлович; штабс-капитан; № 2400 (1034); 31 января 1812
- Юрьев, Никанор Иванович[2]; полковник; № 8420; 26 ноября 1850
- Юрьев, Николай Дмитриевич; подпоручик; 9 сентября 1915
- Юрьев, Николай Фёдорович; капитан-лейтенант; № 9787; 26 ноября 1855
- Юрьев, Павел Николаевич; капитан 1-го ранга; № 4820; 25 декабря 1833
- Юрьев, Семён Афанасьевич; капитан 1-го ранга; № 4992; 3 декабря 1834
- Юрьев, Сергей Фёдорович; капитан; 13 января 1915
- Юрьев, Фёдор Афанасьевич; мичман; № 1790 (776); 3 августа 1807
- Юст, Максим Иванович; полковник; № 5944; 3 декабря 1839
- Юферов, Николай Михайлович; подполковник; № 5219; 1 декабря 1835
- Юхарин, Павел Матвеевич; капитан 2-го ранга; № 6301; 11 декабря 1840
- Юхарин, Фёдор Иванович; капитан 2-го ранга; № 1132; 26 ноября 1794
- Юхарин, Яков Матвеевич; капитан 1-го ранга; № 7587; 1 января 1847
- Юхов, Иван Афиногенович; капитан; № 8816; 26 ноября 1851
- Юшинский, Авраам Осипович; майор; № 5866; 1 декабря 1838
- Юшкевич, Иосиф Юрьевич; подполковник; № 5196; 1 декабря 1835
- Юшков, Александр Иванович; генерал-майор; № 3792; 12 декабря 1824
- Юшков, Василий Николаевич; подполковник; № 498; 26 ноября 1787
- Юшкович, Дмитрий Ильич; подполковник; № 3729; 26 ноября 1823
- Ющенко, Сергей Александрович; подполковник; 30 декабря 1915